# Platte Township (Contea di Andrew, Missouri)
Platte Township è una delle 10 township nella Contea di Andrew dello Stato del Missouri, Stati Uniti d'America.

## Geografia fisica
Platte Township si estende su una superficie di 147.82 km².
All'interno della township è presente la città di Rea.